# Gerlandino Messina
Gerlandino Messina, detto Zi' Nicola (Porto Empedocle, 22 luglio 1972), è un mafioso italiano, componente di Cosa nostra.

## Biografia
Ricercato dal 1999, sconta l'ergastolo per associazione di tipo mafioso e vari omicidi. Dal 2001 era ricercato anche in campo internazionale.
Appartiene alla famiglia dei Messina di Porto Empedocle, un nucleo di antica tradizione mafiosa. Il padre Giuseppe Messina venne ammazzato nel 1986 durante la guerra di mafia contro gli stiddari, lo zio Antonino fece la stessa fine e Gerlandino, assieme ai tre fratelli maschi, prese le redini della famiglia.
Negli anni Messina è coinvolto nell'omicidio del maresciallo dei Carabinieri Giuliano Guazzelli, del sovrintendente di polizia penitenziaria Pasquale Di Lorenzo, di Maurizio Rinallo e dei pregiudicati Malla e Dalli Cardillo. Messina è anche, per un periodo nella fase agrigentina del sequestro, il carceriere del piccolo Giuseppe Di Matteo.
Dal 2003 il superlatitante sarebbe stato secondo soltanto a Giuseppe Falsone di Campobello di Licata, capo incontrastato dell'intera provincia grazie al placet di Bernardo Provenzano in persona. Successivamente all'arresto di Falsone, gli sarebbe succeduto alla guida della famiglia agrigentina.
Il territorio di Porto Empedocle per anni è stato dominio incontrastato del boss Luigi Putrone capo della famiglia locale. I Messina sono sempre stati in lotta con lui. Quando comandava Putrone dovettero anche lasciare la città, a Porto Empedocle non avevano più spazio. Ma con gli arresti dell'inchiesta Akragas del 1998 e 1999, che aveva messo sotto i riflettori le attività delle cosche e decapitato i vertici locali e provinciali di Cosa Nostra, diversi boss furono costretti a darsi alla latitanza. Tra questi anche Luigi Putrone. Così mentre questi scappava dall'Italia nel marzo del 1998, Gerlandino Messina e suo zio Giuseppe ritornavano a Porto Empedocle entrambi da latitanti.
Ha figurato a lungo nella lista dei latitanti più pericolosi d'Italia.
Il 23 ottobre 2010 è stato arrestato dai Carabinieri del Reparto Operativo del Comando provinciale di Agrigento e del ROS di Palermo con un blitz condotto dai carabinieri del GIS in una palazzina nel comune di Favara su indicazione dei  servizi segreti in viale Stati Uniti. Al momento della consegna, il boss è stato trovato armato di due calibro nove, ma per nulla aggressivo.